# Гросс, Георг
Георг Эренфрид Гросс или Жорж Грос (нем. Georg Ehrenfried Groß, нем. George Grosz, 26 июля 1893, Берлин — 6 июля 1959, там же) — немецкий живописец, график и карикатурист.

## Биография

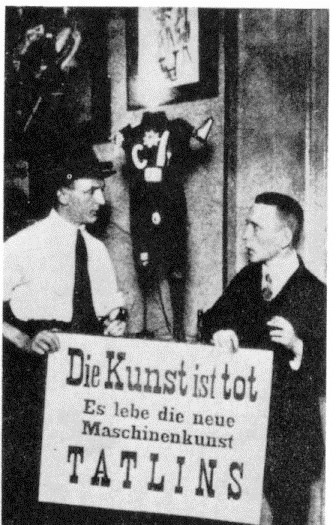
Георг Гросс (справа) и Джон Хартфилд. Надпись на плакате: «Искусство умерло. Да здравствует новое машинное искусство Татлина». (1920)

В 1909—1911 годах учился изобразительному искусству в Академии художеств Дрездена (в мастерской Рихарда Мюллера), в 1912—1916 годах продолжил образование в Берлинской художественно-промышленной школе (в мастерской Эмиля Орлика). В 1912—1913 годах был в Париже, познакомился с новейшим искусством, открыл для себя графику Домье и Тулуз-Лотрека. В 1914 году записался в германскую армию добровольцем, был госпитализирован в 1915 году и демобилизован, освобождён от военной службы в 1917 году.
Рисунки Гросса появились в середине 1916 года в берлинском журнале «Новая молодёжь». Вскоре художник привлёк к себе внимание. О нём написали несколько известных критиков и публицистов, вышли издания его рисунков. Главным предметом изображения Гросс избрал жизнь Берлина с его аморальностью, водоворотом развлечений и пороков.
По склонностям и привычкам был денди, авантюристом. В 1916 году изменил имя и фамилию из романтической любви к Америке, которую знал по романам Фенимора Купера, Брета Харта и Карла Мая. Его друг и соавтор Хельмут Херцфельд, в качестве протеста против антианглийской истерии в немецком обществе, взял себе псевдоним Джон Хартфилд, под которым позже и прославился как мастер сатирического фотомонтажа). В 1918 году Гросс стал одним из основателей берлинской группы дадаистов.
Участвовал в восстании спартаковцев (спартакистов) в 1919 году, был арестован, но избежал тюрьмы, воспользовавшись фальшивыми документами. В том же году вступил в Коммунистическую партию Германии, в 1922-м вышел из её рядов, до этого посетив Москву. В 1923 году стал председателем «Красной группы»,— объединения пролетарских художников, сформировавшихся вокруг сатирического журнала «Дубинка», созданного Коммунистической партией Германии. «Красная группа» инициировала и организовала первую выставку нового немецкого искусства в Советском Союзе.
Рисовал для сатирического журнала «Симплициссимус», иллюстрировал роман Альфонса Доде «Приключения Тартарена из Тараскона» (1921), выступал как сценограф. В 1921 году обвинён в оскорблении германской армии, на него наложили штраф, серия его сатирических рисунков «С нами Бог» была по приговору суда уничтожена.
В 1924—1925 и 1927 годах снова жил в Париже, тогда же его работы экспонируются на первой выставке немецкого искусства в Москве. С 1927 года по 1932 год за карикатуру «Распятие» («Христос в противогазе») преследовался властями и его несколько раз привлекали к суду. В 1928 году вступил в Ассоциацию революционных художников Германии. В 1932 году эмигрировал в США, в 1933—1955 годах преподавал в Нью-Йорке, в 1938-м получил американское гражданство. В нацистской Германии его творчество было причислено к «дегенеративному искусству». Гросс опубликовал автобиографическую книгу «Маленькое „да“ и большое „нет“» (1946). В 1950-х годах открыл у себя на дому частную художественную школу, в 1954 году был избран в Американскую академию искусства и литературы. 
В 1959 году вернулся в Германию, в Западный Берлин. Через несколько недель после своего возвращения Грос был найден мёртвым на пороге дома после бурной ночи.

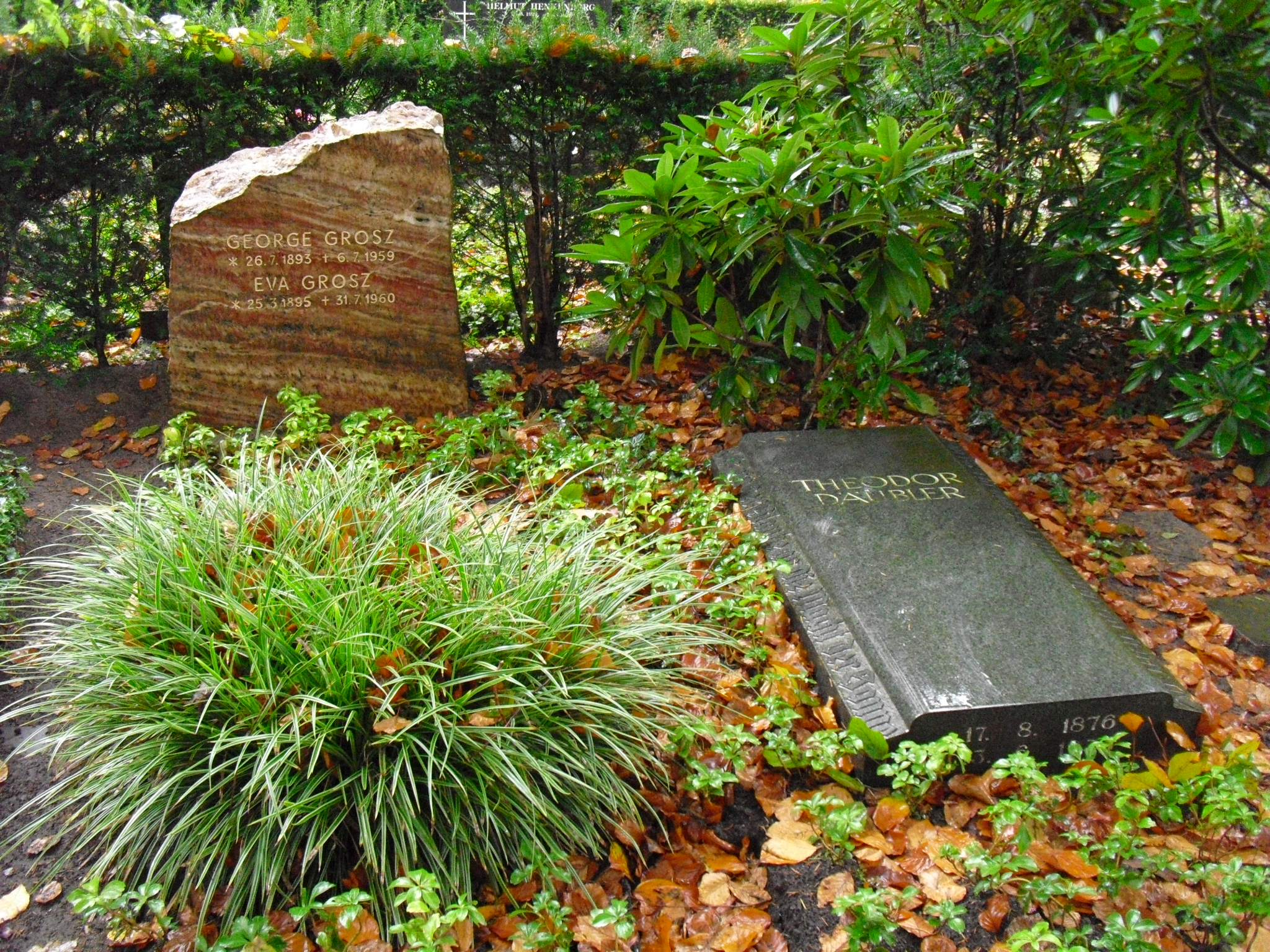
Надгробия Георга Гросса и Теодора Дойблера, Берлин

## Творчество
Рисунки и карикатуры Гросса 1920-х годов, сближающие его творчество с экспрессионизмом, метко воссоздают обстановку в Германии накануне прихода Гитлера к власти, её нарастающий абсурд и безысходность. Гроссу принадлежит серия рисунков «Каин, или Гитлер в аду» (1944). 
Значимое место в его графике занимает эротическая тема, которую он трактует в обычном для себя резко-гротескном духе.

## Избранные работы
- «Большой город», 1916—1917. Музей Тиссен-Борнемиса, Мадрид.

## Сочинения
- George Grosz, Ach knallige Welt, du Lunapark, Gesammelte Gedichte, München, Wien, 1986.
- Гросс Георг. Мысли и творчество. М.:Прогресс, 1975. — 139 с.